# Бергхилен
Бергхилен (њем. Berghülen) општина је у њемачкој савезној држави Баден-Виртемберг. Једно је од 55 општинских средишта округа Алб-Донау-Крајс. Према процјени из 2010. у општини је живјело 1.937 становника. Посједује регионалну шифру (AGS) 8425017.

## Географски и демографски подаци
Бергхилен се налази у савезној држави Баден-Виртемберг у округу Алб-Донау-Крајс. Општина се налази на надморској висини од 693 метра. Површина општине износи 26,1 km². У самом мјесту је, према процјени из 2010. године, живјело 1.937 становника. Просјечна густина становништва износи 74 становника/km².